# Jardín botánico tropical de Shimokano
El Jardín botánico tropical de Shimokano en japonés: 下賀茂熱帯植物園 Shimokamo Nettai Shokubutsuen, es un invernadero y jardín botánico, que se encuentra en Nishiizu, prefectura de Shizuoka, Japón.

## Localización
Se encuentra en la Península de Izu en las cercanías del Parque nacional de Fuji-Hakone-Izu.
Shimokamo Nettai Shokubutsuen Shimokamo Spa, 255 Shimokamo, Minami Izu-cho, Kamo, Nishiizu-shi, Shizuoka-Ken, 4263-1, Japón.
Planos y vistas satelitales.34°38′57.55″N 138°51′48.37″E / 34.6493194, 138.8634361
- Temperatura media anual: 16 °C
- Precipitaciones medias anuales: 1650 mm

Se paga una tarifa de entrada.

## Historia
La ciudad de Nishiizu fue fundada el 31 de marzo de 1956 con la fusión de Tago y Nishina y en septiembre del mismo año, los pueblos Ugusu y Arara se reunieron para formar Kamo. Kamo fue agregado en Nishiizu el 1 de abril de 2005.
Los invernaderos tropicales fueron abiertos al público en 2002,y es posible comprar plantas.

## Colecciones
El invernadero está calentado por el calor de las aguas termales de Shimogamo. Alberga unas 2000 especies de plantas, así:
- Árboles subtropicales, Mimosa pudica,
- Plantas productoras de fruta tropical, plátano, papaya, mango, piña,
- Plantas ornamentales "Benihimonoki" (Acalypha hispida), Trompeta Ángel (Brugmansia ssp.), "Hisuikazura" (Strongylodon macrobotrys), Mikkima Usunoki, Frangipani (Plumeria ssp.), Planta de camarón (Beloperone guttata), Heliconias, bougainvilleas,
- Colección de orquídeas, Cymbidium, Dendrobium,